# 週刊本
週刊本（しゅうかんぼん、英称：THE WEEKLY FLUCTUANT BOOK）は、1984年から1985年に朝日出版社から刊行された新書である。名称は週刊で刊行されたことに由来する。担当編集者は中野幹隆。

## 概要
外観は、洋書のペーパーバックに似た体裁の造本が特徴で、サイズ（ペーパーバックに比べわずかに小型である）、紙質のほか、平綴じでカバーがない点なども類似している。
内容は、1980年代初頭に広まったニュー・アカデミズムやサブカルチャー関連のものが多いが、美術作品集（日比野克彦『Hibino special』）、写真集（篠山紀信『微分』）など、多岐に及んでいた。
定価500円で、1984年9月から1985年11月までの約1年間に全44冊が刊行された。
巻末の「週刊本の刊行にあたって」にはぺダンティックな調子で、コンセプトが記されている。「文明が情報を超高速消費する二十世紀の終り近く、情報はシンクロトロンに比すべき速度をもって増殖、分裂、点滅して散逸します。」「書物もまた消費されるべき情報です。こうして書物は今日、＜文学と紙＞という最もプリミティブな生、裸のコードに還元され、電子メディアをはじめとする諸メディアとのキメラとなり、ハイブリットな共生状態に入るのです。そして週刊本が生まれました。」「週刊本は、それ自体が、フラクチュエイション（ゆらぎ）、力の直接性、インテンシティー（強度）をはらんだ高速連動の場です。もはやいかなる全体性をも体現することなく、もとより真理のメタファーでなどありえない書物として、週刊本は、つねに何ものかのミュータント（突然変異体）でありつづけ、読むこと＝書くことの快楽に向って、冷やかなパフォーマンスを演じるのです。」

## 刊行書籍一覧
1. 流行論 - 山口昌男（ISBN 9784255840307）
2. 感覚の論理学 - 田中康夫（ISBN 9784255840314）
3. HIBINO SPECIAL - 日比野克彦（ISBN 9784255840321）
4. ワード・ウォッチ アメリカの流行を読む - ジミー・ネルソン（ISBN 9784255840338）
5. 女子大生を責めないで - ニンカム・プープ（ISBN 9784255840345）
6. 本本堂未刊行図書目録 書物の地平線 - 坂本龍一（ISBN 9784255840369）
7. 河内音頭・ゆれる - 平岡正明（ISBN 9784255840376）
8. '85幸福手帖 - オフプリント（ISBN 9784255840383）
9. ダブルスクール術 - オフィス01（ISBN 9784255840390）
10. 映像要理 - 四方田犬彦（ISBN 9784255840406）
11. 反風俗営業法 世紀末性戦争の行方 - ニンカム・プープ（ISBN 9784255840444）
12. インゴロジー入門 その筋言語のプロ知識 - ピブリック（ISBN 9784255840451）
13. 微分 - 篠山紀信（モデル：中村れい子）（ISBN 9784255840468）
14. デジャ・ヴュ - 立松和平（ISBN 9784255840475）
15. 技術の秘儀 - 細野晴臣＋吉成真由美（ISBN 9784255840482）
16. 都はるみに捧げる 芸能原論 - 中上健次（ISBN 9784255840550）
17. ポスト・モダン原論 - 磯崎新（ISBN 9784255840567）
18. 根性 - 橋本治（ISBN 9784255840574）
19. 少女現象 - 今川忠雄（ISBN 9784255840581）
20. 長島茂雄のユートピア - 太田眞一（ISBN 9784255850016）
21. 認識マシーンへのレクイエム - 島田雅彦（ISBN 9784255850023）
22. グリコ・森永事件 21世紀型犯罪を分析する - 小田晋
23. 超プロ野球 集中力の精神工学 - 尾辻克彦（ISBN 9784255850115）
24. 無共闘世代 ウルトラマンと骨肉腫 - 泉麻人＋みうらじゅん（ISBN 9784255850122）
25. 希望の原理 - 岸田秀（ISBN 9784255850139）
26. 咲いたわ咲いたわ男でござる - ねじめ正一（ISBN 9784255850184）
27. メタ・セクシュアリティ - 秋山さと子（ISBN 9784255850191）
28. 卒業 Kyon2に向かって - 野々村文宏＋中森明夫＋田口賢司（ISBN 9784255850207）
29. 新人類論 - 筑紫哲也（ISBN 9784255850276）
30. ホーケー文明のあけぼの - 渡辺和博（ISBN 9784255850283）
31. 黄金意識 - 嵐山光三郎（ISBN 9784255850290）
32. 大学学 - 川崎徹＋中野収ほか（ISBN 9784255850306）
33. サンキューとベリマッチ - 藤本義一（ISBN 9784255850313）
34. 知死期時 近松と馬琴と南北と - 伊藤比呂美（ISBN 9784255850375）
35. 光速と禅炎 agencement '85 - フェリックス・ガタリ＋田中泯（ISBN 9784255850382）
36. 天使と増殖 Ding an sich - 丹生谷貴志（ISBN 9784255850405）
37. SAY-SHO! 世間は甘い - 鴻上尚史（ISBN 9784255850481）
38. 霊的衝動 100万人のポルノ - 高杉弾（ISBN 9784255850399）
39. 電撃フランク・チキンズ - 四方田犬彦＋平岡正明（ISBN 9784255850580）
40. 細胞に刻まれた未来社会 - 岡田節人＋田原総一朗（ISBN 9784255850566）
41. パフォーマンス原論 - 山口勝弘（ISBN 9784255850573）
42. 巷談コピー南北朝 - 天野祐吉（ISBN 9784255850672）
43. 山崎浩一ひとりマガジン 早熟のカリキュラム 近未来少年少女倶楽部 - 山崎浩一（ISBN 9784255850689）
44. ユーク たとえば日曜日の午後6時の小さな国 - 一倉宏（ISBN 9784255850696）